# 美國陸軍第8心理作戰群
第8心理作戰群（英語：8th Psychological Operations Group，8th POG）是美國陸軍的心理作戰單位之一，於2011年成立，下轄三個心理作戰營。第8心理作戰群原本隸屬於軍事資訊支援作戰司令部（MISOC），但此准將級司令部在2014年解編後，第8心理作戰群改隸屬於第1特種部隊司令部。目前第8心理作戰群尚未參加過任何戰爭，但有超過百名官兵部署在十餘個國家，主要都在南美洲和太平洋地區。

## 組織
- 第1心理作戰營

1950年成立，稱作第1無線電廣播與傳單連，1955年被併入第1廣播與傳單營，1960年重組為第1心理作戰營。目前負責美國南方司令部指揮區域的心理作戰任務。
- 第5心理作戰營

1951年成立，稱作第5喇叭與傳單連，1961年重組為第5心理作戰連，1965年重組為第5心理作戰營，1975年重組為第5心理作戰群並改為預備役單位，1994年解編。2003年重新指定為第5心理作戰營並分配給正規軍，2004年正式成立。目前負責美國太平洋司令部指揮區域的心理作戰任務。
- 第9心理作戰營

1952年成立，稱作第9喇叭與傳單連，1953年解編，1963年重新指定為第9心理作戰連並重啟，1967年重組為第9心理作戰營，1974年解編。1985年再次重啟，目前負責戰術任務，支援規劃心理作戰工作。